# Робер де Ламанон

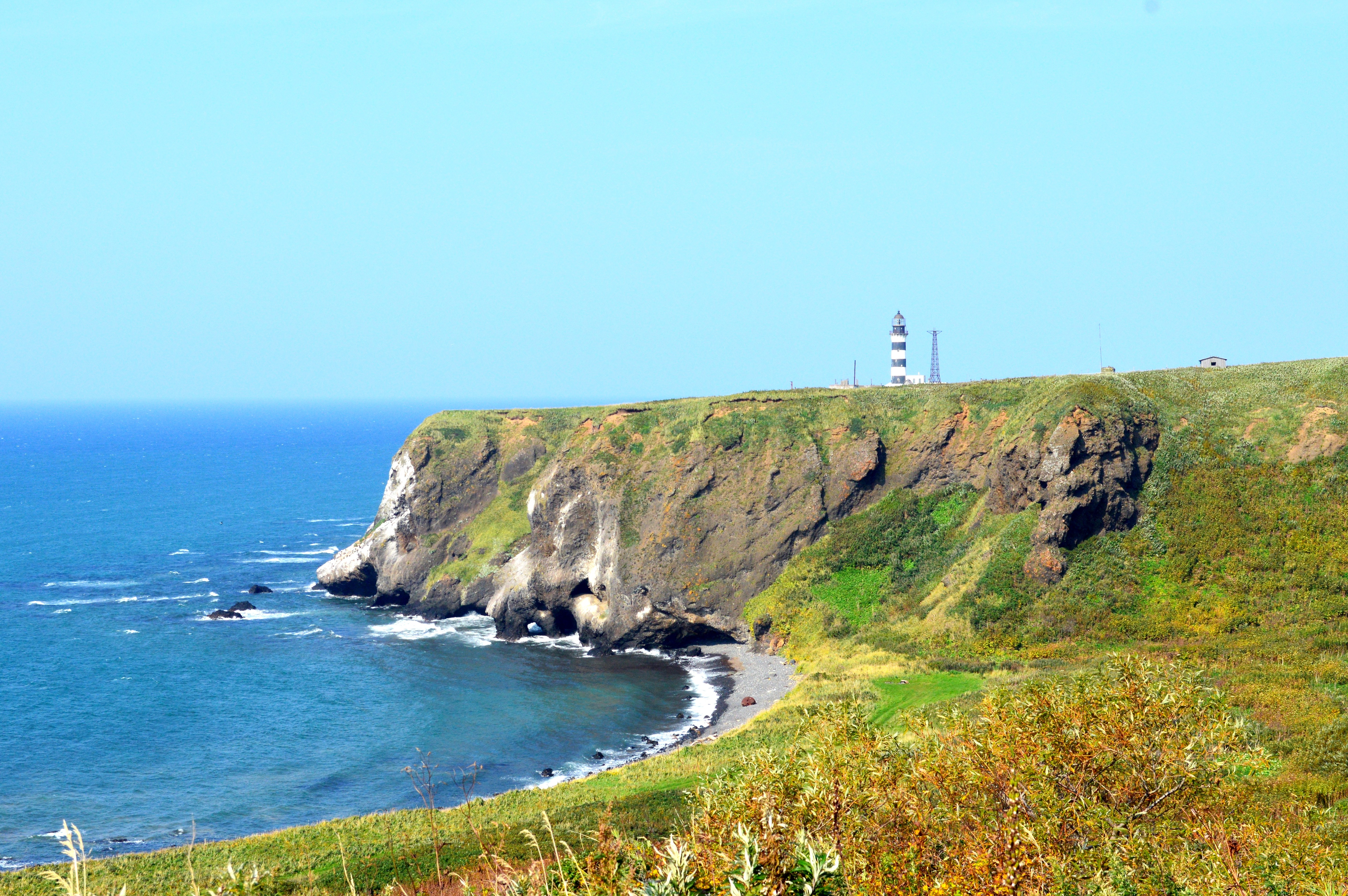
Мыс Ламанон на Сахалине

Жан Оноре Робер де Поль де Ламанон (фр. Jean Honoré Robert de Paul de Lamanon; 6 декабря 1752, Салон-де-Прованс — 11 декабря 1787, о. Маоуна, ныне Тутуила, Архипелаг Самоа), чаще упоминаемый как Робер де Ламанон (фр. Robert de Lamanon) — французский физик, ботаник и метеоролог.
Участник ряда научных экспедиций, самая знаменитая из которых — экспедиция Жана-Франсуа де Лаперуза — стала для Ламанона роковой: он погиб при высадке на островов Тутуила в Тихом океане.

## Биография
Жан Оноре Робер де Поль де Ламанон родился 6 декабря 1752 года в Салон-де-Провансе и происходит из старинного дворянского рода — сеньоров Ламанона (титул присвоен в 1572 году). Отец — Жан Франсуа де Поль де Ламанон (1698—1774), мать — Анна де Балдони (1717-?). Имел старшего брата, Огюста де Поль де Ламанона (1748—1820) и двух сестёр.
Согласно традиции, принятой в дворянских семьях Франции, титул и майорат передавался по наследству старшему сыну. Как младшему сыны в семье, Роберу де Ламанону предназначалась духовная карьера. Он был отправлен в Париж для получения теологического образования, в то время, как его старший брат Огюст должен был пойти по военной стезе и был отправлен в военно-морской флот в Тулон, где стал гардемарином, а затем получил офицерский патент.
Позднее Огюст оставил службу и посвятил себя наукам и искусству. Робер покинул святой орден и примкнул к брату в путешествии по Европе и провинциям Франции, собирая растения, документы, рукописи и предметы искусства.
11 декабря 1787 года Робер де Ламанон погиб при высадке на остров Тутуила в Тихом океане во время стычки с местными жителями.

## Память
15 августа 1859 года в родном городе Ламанона — Салон-де-Провансе — по инициативе мэра Фиделя Рейно, на проспекте Cours Gimon был открыт фонтан Ламанона в виде невысокой четырёхгранной стелы, увенчанной металлической вазой.
В 1883 году в деревне Аасу на берегу залива Резни на острове Тутуила был установлен мемориал в память о погибших там участниках экспедиции Лаперуза. На камне, увенчанном каменным крестом, высечены слова «Morts pour la Science et la Patrie» (с фр. — «Отдали жизни за Науку и Отчизну») и перечислены имена одиннадцати погибших французов, в их числе и имя Робера де Ламанона.
Именем учёного и путешественника были названы мыс Ламанон и гора Ламанон на Сахалине, на побережье Татарского пролива.